# Otto Löwenstein (Zoologe)
Otto Egon Löwenstein, auch Otto Lowenstein, (* 24. Oktober 1906 in München; † 31. Januar 1999 in Birmingham) war ein deutsch-britischer Zoologe.

## Berufliche Laufbahn
Otto Löwenstein wurde in München geboren. Sein Vater war ein liberaler jüdischer Kaufmann, seine Mutter hatte einen katholischen Familienhintergrund. Der Großvater war ein Naturliebhaber, der den Enkel an dieses Interessengebiet heranführte. In Löwensteins Kindheit zog die Familie mehrfach um, so dass er erst mit sieben Jahren eingeschult wurde.
Löwenstein machte sein Abitur auf dem Neuen Realgymnasium in München. Anschließend studierte er zunächst Chemie, wandte sich aber unter dem Einfluss von Karl von Frisch der Zoologie zu und legte das beste Examen von Bayern ab. Er erforschte den Gleichgewichtssinn der Elritze, worüber er auch seine Dissertation verfasste. 1933 ging er auf Initiative von Professor Harold Munro Fox an die Universität Birmingham. Dort befasste er sich mit den Lebensbedingungen der Süßwassergarnelen in Gewässern mit unterschiedlichem Salzgehalt. Mit einer Arbeit über dieses Thema erlangte er seinen zweiten Doktorgrad. „Such a radical change of research field demonstrated the versatility and broad knowledge of zoology and comparative physiology which were hallmarks of Otto Lowenstein as a scientist.“ (dt.: „Dieser radikale Wechsel des Forschungsgebietes offenbart die Vielseitigkeit und das breite Wissen in Zoologie und vergleichender Physiologie, die die Markenzeichen von Otto Löwenstein als Wissenschaftler waren.“) Zu dieser Zeit verlor er als sogenannter Halb-Jude seine finanzielle Studienunterstützung aus Deutschland. Von Frisch schickte ihm trotzdem Geld, von dem er erklärte, es komme aus einer „besonderen Quelle“; Löwenstein selbst vermutete später, dass von Frisch ihn aus eigener Tasche unterstützte.
1937 ging Löwenstein für ein Semester an das Exeter University College, bevor er Dozent an der Universität Glasgow wurde, wo er bis 1952 arbeitete. Während des Krieges hielt er mit Unterstützung seiner Frau Elsa den reduzierten Zoologie-Unterricht in Glasgow aufrecht. 1940 redigierte er die sechste Auflage des Standardwerks A Text-book of Zoology von Thomas Jeffery Parker und William Aitcheson Haswell, das 1921 erstmals erschienen war. Während seiner Zeit in Glasgow baute er seine eigene elektrophysiologische Ausrüstung, um so den Stromfluss zum zentralen Nervensystem zu messen. 1947 wurde er Fellow der Royal Society of Edinburgh. 1955 kehrte er als Professor für Zoologie und vergleichende Anatomie an die Universität Birmingham zurück und wurde zum Fellow der Royal Society gewählt. Er entschied, sein Ressort in Abteilung für Zoologie und vergleichende Physiologie umzubenennen. Er nutzte für seine Forschungen schon Computer, als diese noch in den Kinderschuhen steckte. Nach seiner Emeritierung forschte er weiter mit einem Stipendium der Leverhulme Foundation. Er arbeitete auch mit der Nasa zusammen, deren Astronauten an Raumkrankheit litten aufgrund einer Überbelastung des Gleichgewichtssinnes.

## Privates
Otto Löwenstein galt als zurückhaltender Mann, der nicht an gesellschaftlichen Anlässen teilnahm. Er spielte Bratsche und musizierte gemeinsam mit wenigen Freunden, malte und liebte das Wandern. Er war dreimal verheiratet; von seiner ersten Frau wurde er geschieden, zweimal verwitwete er. Er hatte einen Sohn.

## Publikationen (Auswahl)
- Thomas Jeffery Parker/William A. Haswell: A textbook of zoology. Band 1. 6. Auflage, überarbeitet von Otto Lowenstein. Macmillan; St.Martin’s P, 1967.
- Experimentelle Untersuchungen über den Gleichgewichtssinn der Elritze (Phoxinus laevis L.) In: Zeitschrift für vergleichende Physiologie. Band 17, Nr. 4, 1932. S. 806–854.